# Colorado State Highway 391
Colorado State Route 391 ist ein in Nord-Süd-Richtung verlaufender Highway im US-Bundesstaat Colorado.
Der Highway beginnt am U.S. Highway 285 in Lakewood und endet in Wheat Ridge an der Interstate 70. Von dem US 285 bis zur West Mississippi Avenue ist die State Route als Kipling Parkway und von dort bis zur I-70 als Kipling Street bekannt.